# Aspelt (Luksemburg)
Aspelt (lb. Uespelt) – wieś (Uertschaft) w południowym Luksemburgu, w kantonie Esch-sur-Alzette, w gminie Frisange. Do 3 października 2015 miejscowość leżała w dystrykcie Luksemburg. Liczy 1708 mieszkańców (1 stycznia 2023).